# Operación Guardián de la Prosperidad
La Operación Guardián de la Prosperidad es una operación militar de una coalición multinacional formada en diciembre de 2023 en respuesta a los ataques liderados por los rebeldes hutíes contra embarcaciones marítimas en el mar Rojo.
El secretario de Defensa de los Estados Unidos, Lloyd Austin, anunció la formación de una fuerza de seguridad marítima internacional, cuyo objetivo es contrarrestar las amenazas de las fuerzas hutíes contra el comercio marítimo internacional tras semanas de ataques contra buques comerciales. La coalición actualmente posee once miembros. Sin embargo Egipto y Arabia Saudita, ambos económicamente dependientes del transporte marítimo comercial del mar Rojo, no están entre los participantes incluidos en la coalición. Además de los once miembros de la coalición que figuran en la lista, hay diez gobiernos anónimos que ocultan su participación.
Los rebeldes hutíes emitieron un comunicado afirmando tener capacidad para destruir la flota de toda la coalición: "Tenemos capacidad para hundir su flota, sus submarinos, sus buques de guerra", y agregaron que "el mar Rojo será su cementerio".
Aun inicialmente habían sido incluidos por Estados Unidos, por países europeos como Francia, España e Italia y además por Australia, Arabia Saudita y Egipto[cita requerida] rechazaron unirse a la coalición.

## Antecedentes
La operación tiene como objetivo garantizar la seguridad del tráfico marítimo en el Mar Rojo, Bab al-Mandeb y el Golfo de Adén. Tras el inicio de la guerra Israel-Gaza de 2023, las fuerzas hutíes atacaron y secuestraron múltiples buques civiles de contenedores y de carga en el Golfo de Adén en respuesta a la guerra. Los ataques llevaron a la mayoría de las principales compañías navieras a desviar sus rutas del Canal de Suez.
Las vías hacia y desde el Mar Rojo son puntos estratégicos para la economía mundial que conectan el Mar Mediterráneo con el Océano Índico y el Canal de Suez con el Cuerno de África. Esto había llevado a que The Economist denominara la situación de 2023 "una nueva crisis de Suez".

## Efectivos
La Combined Task Force 153, bajo control de las Fuerzas Marítimas Combinadas de los Estados Unidos, controlará los buques durante la operación. Entre estos se encuentran el HMS Diamond, el HMS Lancaster, el HMS Chiddingfold, el HMS Middleton, el HMS Bangor y el RFA Cardigan Bay, del Reino Unido; la fragata italiana Virginio Fasan, tres destructores estadounidenses y un buque de guerra francés. El contingente estadounidense puede incluir el USS Carney y el USS Mason.
Los Países Bajos planean enviar dos oficiales de estado mayor y están debatiendo si desplegarán barcos. Noruega planea enviar hasta diez oficiales de estado mayor, pero por el momento no enviará ningún barco.
Canadá desplegó a tres oficiales de estado mayor a través de la Operación Artemis. Además, el 19 de diciembre las Fuerzas Armadas canadienses anunciaron que desplegarán un número no especificado de vehículos de apoyo terrestre, aéreo y marítimo. Grecia enviará una fragata de la Armada helénica.

## Cronología
El 12 de enero de 2024, Estados Unidos y el Reino Unido, con el apoyo «operativo» de Australia, Canadá, Países Bajos y Baréin, lanzaron una serie de ataques aéreos contra objetivos hutíes en Yemen.

## Ataques a embarcaciones en el Mar Rojo
| Barco            | País de origen | Fecha                      | Tipo de ataque                                       | Detalles | Bajas                          | Referencia    |
| ---------------- | -------------- | -------------------------- | ---------------------------------------------------- | --- | ------------------------------ | ------------- |
| Blaamanen        | Noruega        | 23 de diciembre de 2023    | Ataque unidireccional con drones                     | Ataque fallido; Sin daños.                                                                                           |                                | [ 21 ] [ 22 ] |
| Sai Baba         | Gabón          | 23 de diciembre de 2023    | Ataque con drones                                    | Atacado por un dron de ataque unidireccional; No se reportaron heridos                                               |                                | [ 21 ] [ 23 ] |
| MSC United VIII  | Liberia        | 26 de diciembre de 2023    | Ataque con misiles navales                           | Varias explosiones cerca de la embarcación; No se reportaron heridos.                                                |                                | [ 24 ] [ 25 ] |
| Maersk Hangzhoud | Singapur       | 30-31 de diciembre de 2023 | Ataque con misiles antibuque e intento de secuestro. | Los militantes atacaron, golpearon la embarcación; No hubo heridos. Intento fallido de secuestro el 31 de diciembre. | 10 muertos y 3 barcos hundidos | [ 26 ]        |
| MV Rubymar       | Belice         | 18 de febrero de 2024      | Ataque con misiles antibuque.                        | Hundido el 2 de marzo                                                                                                |                                | [ 27 ] [ 28 ] |